# 十一絃館琴譜
《十一絃館琴譜》古琴譜，清光緒丁未三十三年張瑞珊文祉譜、劉鐵雲序刊。

## 琴譜介紹
全譜存古譜四曲：《廣陵散真趣》、《廣陵散新譜》、《耕莘釣渭》、《平沙落雁》，張瑞珊自制曲四曲：《天籟》、《武陵春》、《鷓鴣天》、《小普庵咒》，共八曲。